# Berthold Auerbach
Berthold Auerbach (Nordstetten, 1812. február 28. – Cannes, 1882. február 8.) zsidó származású 19. századi német író.

## Élete
Szülei papnak szánták, de Stuttgartban elvégezve a gimnáziumot, Tübingában, Münchenben és Heidelbergában filozofiát tanult. A deákegyletek ellen indított üldözések folyamán 1836-ban néhány hónapig Hohenasperg várában tartották fogva. Kiszabadulása után Wolf Menzel antiszemita támadásaira a Das Judenthum und die neueste Literatur (1836) című füzetével felelt, amely szabadelvű szellemével és emelkedett stílusával nagy sikert aratott, Auerbach nevét pedig ismertté tette. Növelte hírességét ezután megjelent két regénye: a Spinoza (1837, 2 köt. és a Dichter und Kaufmann (1839, 2 köt.; Kuh Efráim szerencsétlen német költő életének története).
Auerbach ezután hozzálátott Spinoza összes műveinek német fordításához (1841, 5 kötet, 2. kiad. 1871, 2 köt.), amelyhez a filozófus életrajzát is hozzácsatolta. Újabb műve, a Der gebildete Bürger, Buch für den denkenden Mittelstand (1842) rendkívüli sikert aratott, majd megjelent főműve, a Schwarzwälder Dorfgeschichten (1843). Az alkotást – legalább részben – szinte minden európai nyelvre lefordították. A mű tárgya a nép életének és gondolkodásának hiteles rajza, mély ízlés és művészi alakítás tették ezeket az elbeszéléseket kiváló műremekekké. Értékükből nem sokat von le a helyenként túltengő reflexió, illetve rendszeres filozofálás sem. Auerbach példáját számos fiatal író követte, akik a falusi történetet a 19. századi elbeszélésnek egyik önálló fajtájává tették.
Auerbach első falusi elbeszélései kis terjedelműek, és inkább humorosak voltak – későbbi alkotásai nagyobb szabásúak, és mélyebb, részben tragikus összeütközéseket tárgyalnak. Ilyen művek: Die Frau Professorin (amelyet Birchpfeiffer Sarolta Dorf und Stadt címmel igen kedvelt színművé dolgozott át), Lucifer, Diethelm von Buchenberg, később Barfüssele (1856), Josef im Schnee (1861), Edelweiss (1861) stb. Ezzel párhuzamosan Auerbach Der Gevattersmann (1845–1848) címmel a népi fölfogáshoz mért naptárt is kiadott, amelynek humoros elbeszéléseit utóbb – újakkal bővítve – Schatzkästlein des Gevatersmanns (1856) címmel rendkívül népszerű könyvvé össze is gyűjtötte. Schrift und Volk, Grundzüge der volksthümlichen Literatur (1846) című alkotásában Johann Peter Hebel jellemzéséhez fűzve saját irodalmi működésének elméleti igazolását adta ki.
Az 1840-es negyvenes években különféle helyeken, többnyire Berlinben és Boroszlóban lakott- Az 1848-as mozgalmat Bécsben élte át, erről számol be a Tagebuch aus Wien (1849). 1859-től rendszerint Berlinben lakott, kizárólag irodalmi működésnek élve. A dráma terén lett kísérletei nem voltak sikeresek (Andree Hofer, 1850; Der Wahrspruch, 1860); annál nagyobb népszerűségre tettek szert terjedelmes regényei: Neues Leben (1851, három kötet), Auf der Höhe (1865, három kötet), Das Landhaus am Rhein (1868, 3 köt.), Waldfried (1874, 3 köt.), Landolin v. Reutershöfen (1878), Der Forstmeister (1879, 2 köt.), Brigitta (1880). Magyar fordításban is megjelent egy alkotása: Buchenbergi Diethelm története (novella, ford. Szenvey József, Pest, 1856. Emich Gusztáv kiadása), illetve a Waldfried (regény. Ford. Frecskay János, Budapest, 1874. Athenaeum kiadása). Ezekben a művekben széles és mély műveltség, nagy emberismeret figyelhető meg; a jellemek rajzolásában és a cselekvény megszerkesztésében megnyilvánuló alkotó erő fényesen érvényesülnek, bár túlzó optimizmusa túltengő, reflexiója pedig sokszor csorbítja a tiszta művészi hatást.
A népszerű író élete végén újra visszatért a falusi történethez Nach dreissig Jahren című gyűjteményében (1876), amelyben első novelláinak alakjait újra, de csekélyebb sikerrel szerepeltette. Végre összegyűjtötte aforizmáit (Tausend Gedanken des Kollaborators, 1876), esztétikai dolgozatait (Deutsche Abende, két kötet, 1850 és 1866) és kisebb elbeszéléseit (Zur guten Stunde 1872, 2 kötet). Összes művei 1863–1864-ben jelentek meg 22 kötetben. Auerbach, mint ember és író jellemzésére fontos forrást képez a Briefe an seinen Freund Jakob Auerbach (1884, 4 köt.).
Auerbach 1882-ben hunyt el Cannes-ban. Már halála után, 1892-ben állították össze hagyatékából Stuttgartban a Dramatische Findrücke-t.

## Magyarul
- Buchenbergi Diethelm története. Novella; ford. Szenvey József; Emich Ny., Pest, 1856
- Waldfried. Regény, 1-3.; ford. Frecskay János; Athenaeum, Bp., 1874
- A művész felesége; Hellas, Bp., 1928 (Érdekes regények)